# Levoncourt (Haut-Rhin)
Levoncourt (deutsch Luffendorf) ist ein Dorf und eine Gemeinde mit 250 Einwohnern (Stand 1. Januar 2022) im französischen Département Haut-Rhin in der Region Grand Est (bis 2015 Elsass). Die Gemeinde gehört zum Gemeindeverband Sundgau.
Die Gemeinde liegt im südlichen Sundgau auf einer Fläche von 5,28 Quadratkilometern. Levoncourt liegt an der oberen Largue und grenzt im Süden und Westen an die Schweizer Gemeinden La Baroche und Vendlincourt.
Die Siedlung Levoncourt entstand an der Stelle, wo die Larg die Jurakette der Montagne durchschnitten hat, also am natürlichen Einlass in das oberste Largtal. Nördlich der Kette befindet man sich im lössbedeckten Tertiärhügelland des Sundgaus.

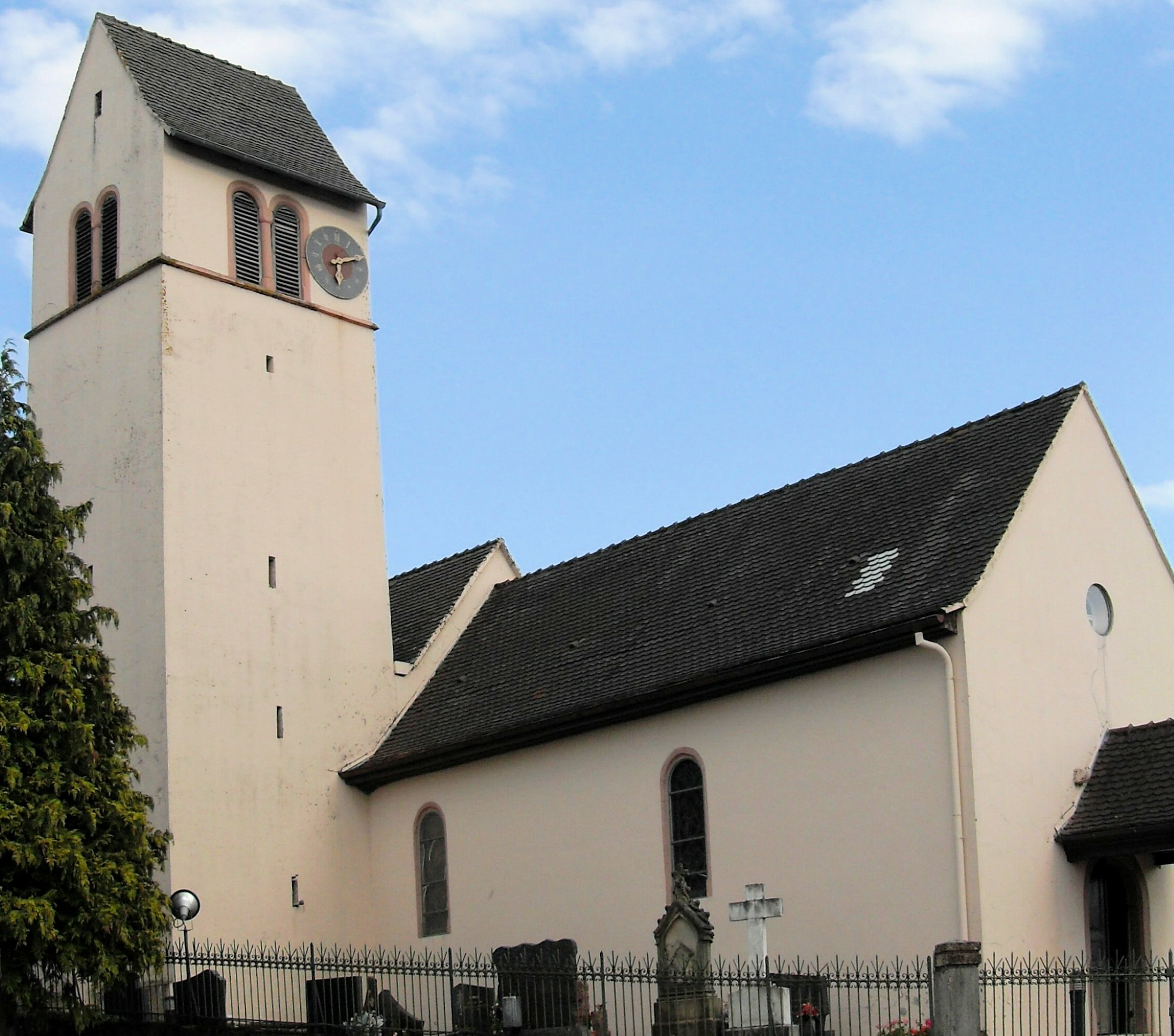
Kirche Saint-Maurice

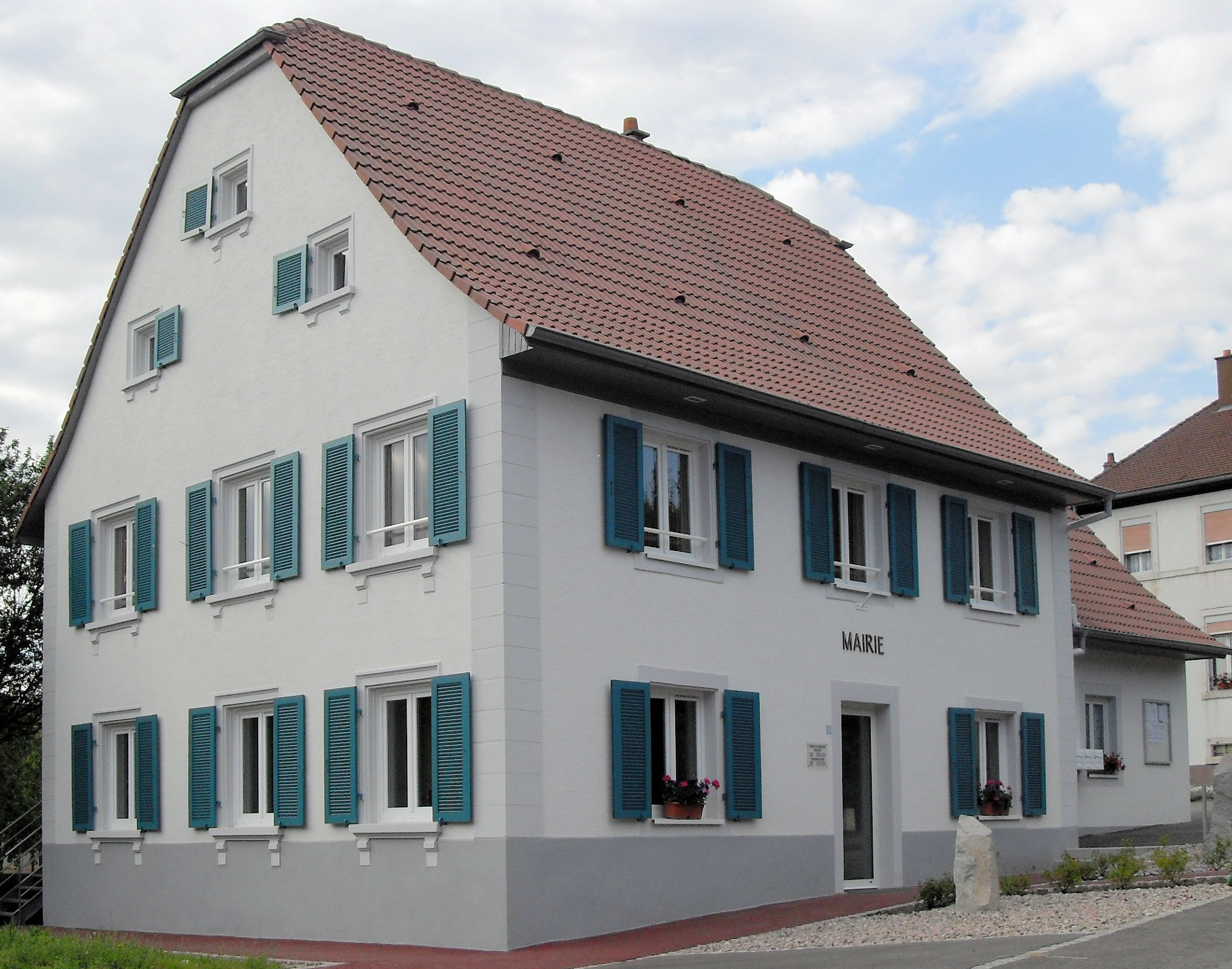
Mairie (Rathaus)

## Geschichte
Auf der Gemarkung ist eine alte Römerstraße nachgewiesen. 1148 als Lewuncort und 1300 als Lubendorf urkundlich erwähnt. Auf einer Karte von Mercator erscheint der Ort 1585 als Lubentorff. Deutscher Name Luffendorf, elsässisch Lüffederf, im Dialekt der Franche-Comté Lvonco.
Bis 1324 gehörte der Ort zur Grafschaft Pfirt und kam dann durch die Heirat der Johanna von Pfirt mit Herzog Albrecht II. von Österreich an Habsburg. Im Westfälischen Frieden 1648 ging der Ort mit dem ganzen elsässischen Besitz der Habsburger an die französische Krone. Von 1871 bis 1918 gehörte der Ort zum deutschen Reichsland Elsaß-Lothringen.
Im 15. Jahrhundert wurde der Ort von den Baslern heimgesucht. Auch im Dreißigjährigen Krieg wurde das Dorf verwüstet. Nach dem Krieg wurde Luffendorf von Zuwanderern aus dem französischsprachigen Jura besiedelt. Seither ist der Ort, in dem auch noch die Mundart des Elsgaus (der Ajoie) gesprochen wurde, frankophon.

## Bevölkerungsentwicklung
| Jahr      | 1962 | 1968 | 1975 | 1982 | 1990 | 1999 | 2007 | 2017 |
| Einwohner | 174  | 187  | 188  | 180  | 204  | 225  | 247  | 240  |

## Bauwerke
- Kirche Saint-Maurice (Mauritiuskirche): Der Kernbestand des Turmes ist noch mittelalterlich, die gekuppelten Rundbogenfenster später entstanden. Der Chor ist spätgotisch. Das Schiff 1869 errichtet. Die Sakristei von 1768, an der Tür datiert. Nach Brand 1961 wurde der Triumphbogen erweitert.

- Ruine der Burg Mörsberg (Château de Morimont).